# Moab (Utah)
Moab es la ciudad-capital del condado de Grand, al este del estado de Utah, Estados Unidos. Se encuentra situada en la orilla sur del río Colorado, 374 km al sureste de Salt Lake City y 569 km al oeste de Denver, junto a la autopista Interestatal 70, en el cruce de las autopistas U.S. Route 191 y la estatal State Route 128. Según el censo de 2020, su población era de 5336 habitantes. A Moab llega todos los años un gran número de turistas, sobre todo para visitar los parques nacionales de los Arcos y Tierra de Cañones. La ciudad es famosa por los usuarios de bicicletas de montaña, que acuden a practicar el ciclismo en Slickrock Trail, y los todoterrenos que participan en el torneo anual Moab Jeep Safari.

## Geografía
Moab se encuentra al sur del río Colorado, en las coordenadas 38°34′21″N 109°32′59″O / 38.57250, -109.54972, a una altitud de 1227 m s. n. m. en la meseta de Colorado. Conocida por su espectacular paisaje. Moab atrae a muchos turistas anualmente, en su mayoría visitantes de los cercanos parques nacionales Arches y Canyonlands . La ciudad es una base popular para los ciclistas de montaña que recorren la extensa red de senderos, incluido el Slickrock Trail, y para los todoterrenos que vienen para el Moab Jeep Safari anual. Según la oficina del censo de Estados Unidos, la ciudad tiene una superficie total de 9,4 km². La población era 5.366 en el censo de 2020. No tiene superficie cubierta de agua.

## Historia
El nombre bíblico Moab se refiere a un área de tierra ubicada en el lado este del río Jordán . Algunos historiadores creen que la ciudad de Utah llegó a usar este nombre debido a que William Andrew Peirce, el primer jefe de correos, creía que el Moab bíblico y esta parte de Utah eran "el país lejano". : 16  Sin embargo, otros creen que el nombre tiene orígenes paiute, refiriéndose a la palabra moapa, que significa "mosquito". Algunos de los primeros residentes del área intentaron cambiar el nombre de la ciudad, porque en la Biblia cristiana, los moabitas son degradados como incestuosos e idólatras (pero tenga en cuenta que Rut era moabita). Una petición en 1890 tenía 59 firmas y solicitaba un cambio de nombre a "Vina". : 50 Otro esfuerzo intentó cambiar el nombre a "Uvadalia". Ambos intentos fracasaron.
Durante el período comprendido entre 1829 y principios de la década de 1850, el área alrededor de lo que ahora es Moab sirvió como el cruce del río Colorado a lo largo del Old Spanish Trail . Los colonos Santos de los Últimos Días intentaron establecer un fuerte comercial en el cruce del río llamado Elk Mountain Mission en abril de 1855 para comerciar con los viajeros que intentaban cruzar el río. Cuarenta hombres fueron llamados a esta misión. Hubo repetidos ataques indios, incluido uno el 23 de septiembre de 1855, en el que James Hunt, compañero de Peter Stubbs, fue asesinado a tiros por un nativo americano. Después de este último ataque, el fuerte fue abandonado. Un nuevo grupo de colonos del condado de Rich, dirigido por Randolph Hockaday Stewart, estableció un asentamiento permanente en 1878 bajo la dirección de Brigham Young. Moab se incorporó como pueblo el 20 de diciembre de 1902.
En 1949, convencieron al director de cine occidental John Ford para que usara el área para la película Wagon Master . Ford había estado usando el área en Monument Valley alrededor de Mexican Hat, Utah, al sur de Moab, desde que filmó Stagecoach allí 10 años antes, en 1939. Un ranchero local de Moab (George White) encontró a Ford y lo persuadió para que viniera a echar un vistazo a Moab. La Comisión de Cine de Moab a Monument Valley es un departamento de la ciudad de Moab y tiene el título de la comisión de cine más antigua del mundo. Establecida en 1949, la comisión ha supervisado la producción de muchas películas filmadas cerca de Moab.